# Pantherschildkröte
Die Pantherschildkröte (Stigmochelys pardalis) ist eine tropische Landschildkröte mit Panzerlängen bei wildlebenden Tieren von über 50 cm und einem Gewicht von über 30 kg. Die größten wilden Exemplare wurden aus Somaliland gemeldet. Als bisher größte Pantherschildkröte gilt ein in Gefangenschaft lebendes Weibchen mit über 70 cm Stockmaß (Panzerlänge) und fast 50 kg Gewicht. Derzeit wird die Art in zwei Unterarten gegliedert und besiedelt weite Teile des südlichen und östlichen Afrika, vor allem heiße und trockene Steppenlandschaften, kommt aber auch in Feuchtsavannen vor. Bedroht ist sie vor allem durch Überweidung und Zersiedlung ihrer natürlichen Lebensräume, dient aber auch in weiten Teilen ihres Verbreitungsgebietes dem Menschen als willkommener Eier- und Fleischlieferant.

## Beschreibung

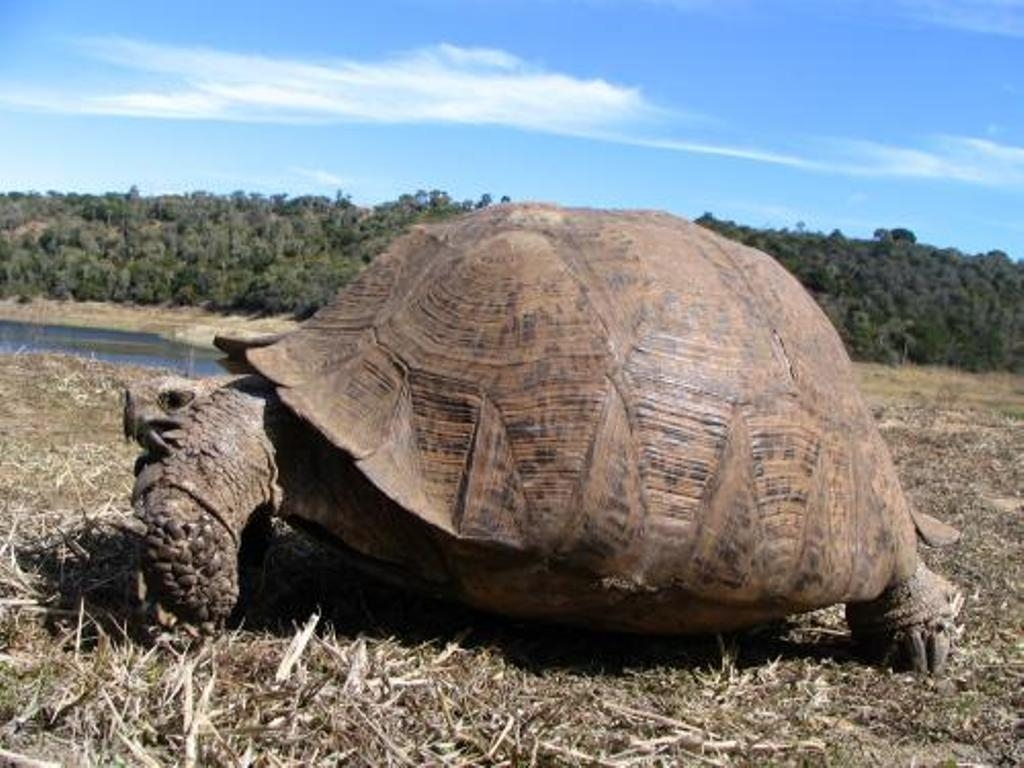
S. pardalis, sehr hochrückig
(Foto M. Proot)

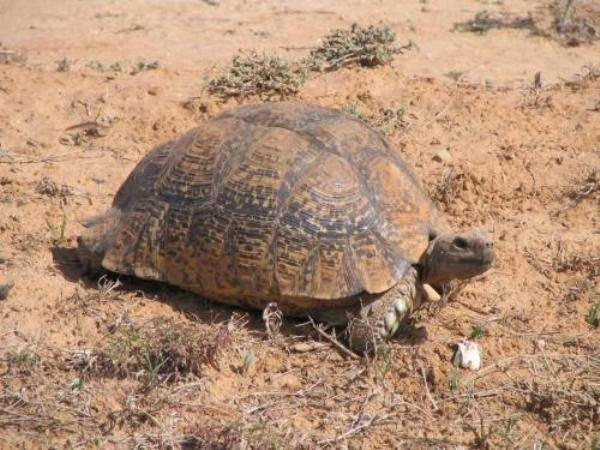
S. pardalis, relativ flach
(Foto M. Proot)

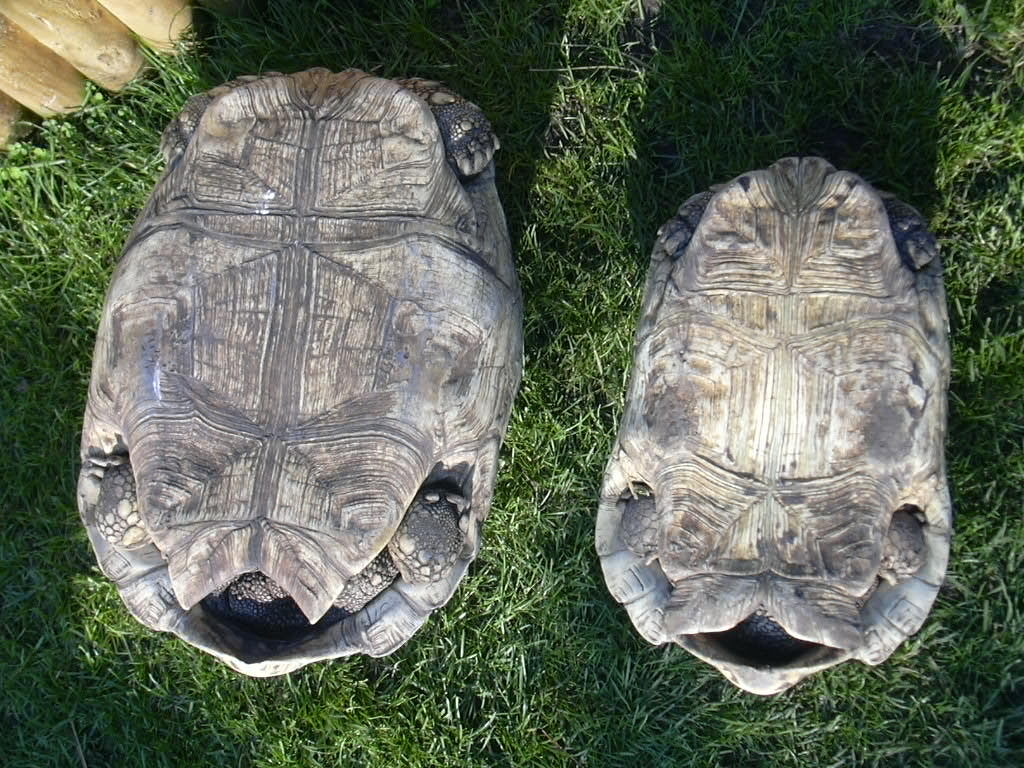
Geschlechtsunterschiede:
Weibchen (links), Männchen (rechts)
(Foto M. Proot)

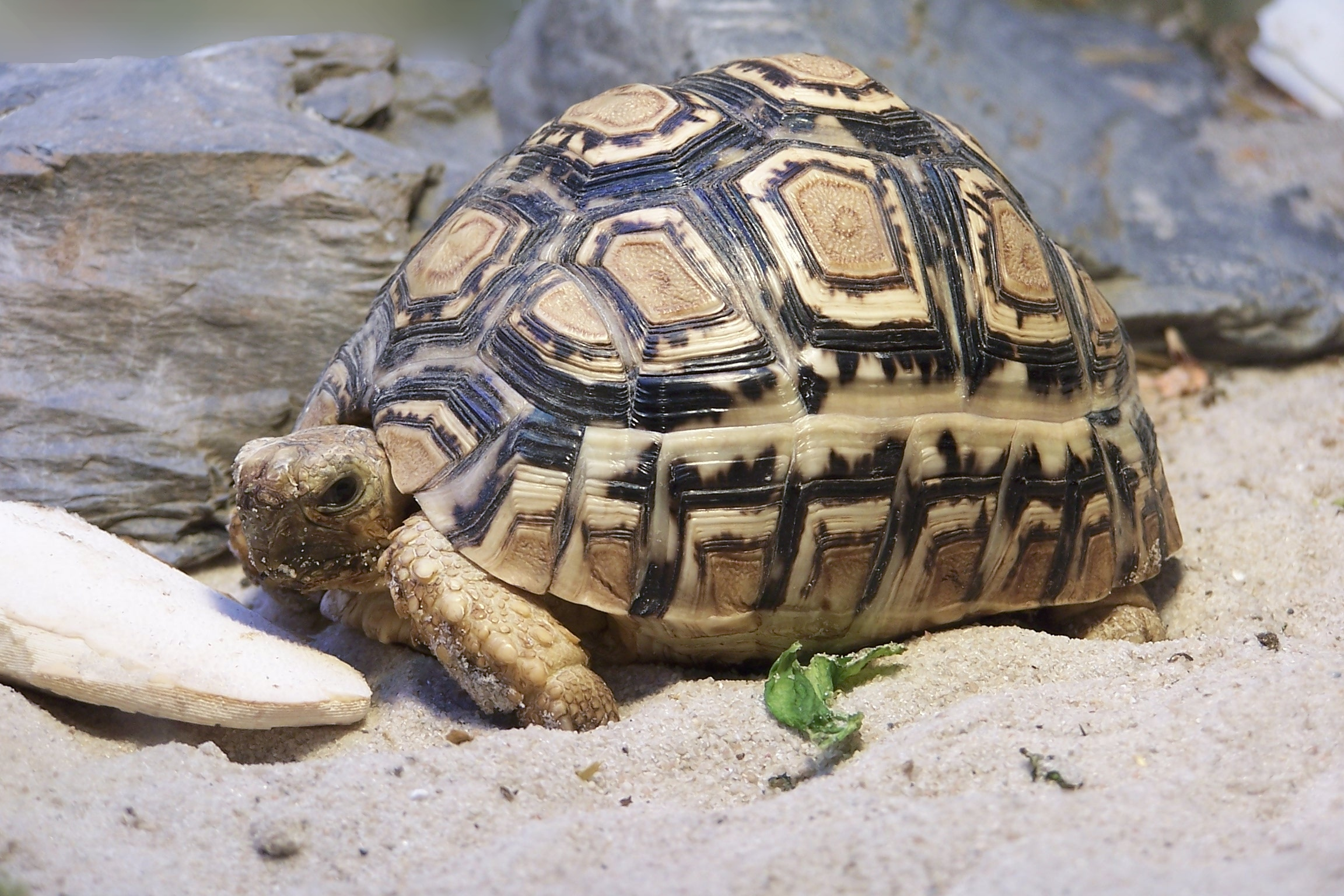
Jungtier aus Nachzucht, etwa drei Jahre alt

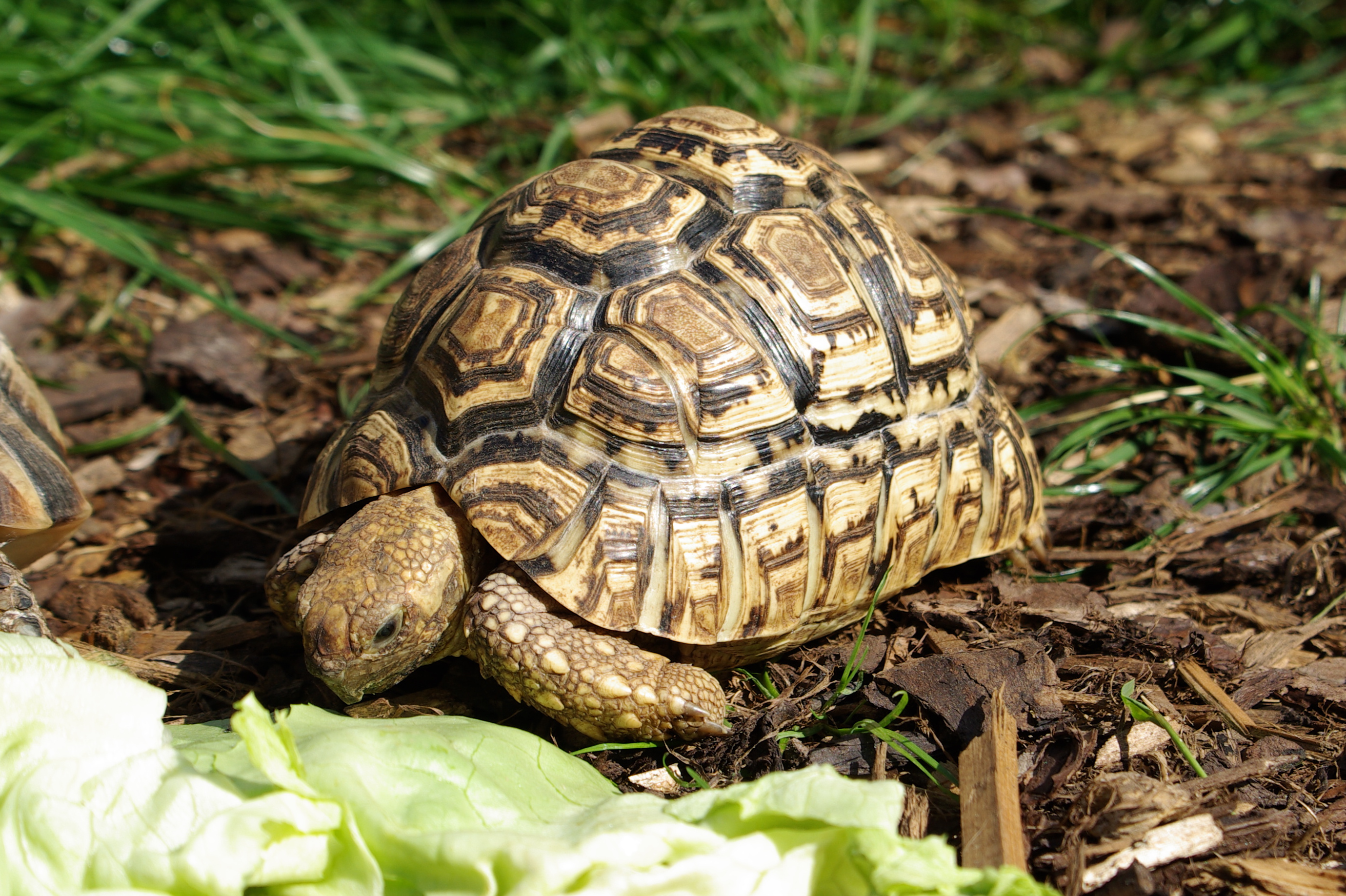
Dasselbe Tier, etwa 7 Jahre alt

Die erwachsene Pantherschildkröte besitzt einen überwiegend hochgewölbten Rückenpanzer von beiger bis hellbrauner Grundfärbung mit eingestreuter, charakteristischen Flecken-, Sprenkel- und Streifenzeichnung. Der Schwanzschild ist ungeteilt, ein Nackenschild ist nicht vorhanden. Der Bauchpanzer ist bei erwachsenen Tieren überwiegend hell gefärbt und nur vereinzelt mit dunkleren Sprenkeln versehen. Kopf und Beine sind gelb, gelbbraun oder hellbraun, gelegentlich mit dunkleren Flecken. Die Vorderbeine besitzen in Reihen angeordnete, große, schindelartige Hornschuppen. Die Hinterbeine weisen zwei symmetrisch zum Schwanz angeordnete Hornkegel auf. Jungtiere haben meist eine elfenbeinfarbene bis gelbliche Grundfärbung mit dunkler Tupfenzeichnung in den Zentren der Schilde. Diese sind von konzentrischen rotbraunen bis schwarzen Ringen umgeben, was an die Fellzeichnung eines Leoparden erinnert. Bei ihnen ist teilweise auch der Bauchpanzer noch mit einem solch leuchtenden Muster bedeckt. Mit zunehmendem Alter verblasst die kontrastreiche Zeichnung, sodass alte Tiere manchmal nahezu einfarbig dunkel erscheinen.
Sekundäre Geschlechtsmerkmale sind nur mäßig ausgeprägt. Männchen besitzen einen etwas längeren, an der Wurzel dickeren Schwanz und einen leicht konkaven Bauchpanzer. Sie sind meist kleiner und ihre Panzerform ist etwas gestreckter als die der Weibchen. Diese haben besonders kräftige Krallen an den Hinterbeinen, möglicherweise eine Adaption an das Graben von Nisthöhlen.

## Systematik
Die Pantherschildkröte wurde in der Erstbeschreibung als Testudo pardalis bezeichnet, seit 1835 jedoch den Geochelone zugerechnet. In jüngster Zeit wird sie in eine eigene Gattung gestellt, Stigmochelys Gray 1873
- Verbreitung: Die Pantherschildkröte kommt auf den Gebieten folgender 17 Staaten vor: Äthiopien, Angola, Botswana, Dschibuti, Kenia, Malawi, Mosambik, Namibia, Sambia, Simbabwe, Somalia, Sudan, Südafrika, Südsudan, Eswatini, Tansania, Uganda.[3]
- Holotypus: Befand sich im Besitz des Erstbeschreibers, ist aber inzwischen nicht mehr auffindbar
- Terra typica: "Promont. Bonae Spei", (Kap der Guten Hoffnung, Südafrika)
- Herkunft des Namens: Stigma, griechisch „Stich“, „Mal“; Chelys, gr., „Schildkröte“

### Unterarten
Die Südafrikanische Pantherschildkröte, Stigmochelys pardalis pardalis Bell 1828, besitzt im Vergleich zur anderen Unterart einen niedrigeren Rückenpanzer mit heller Grundfärbung. Jungtiere zeigen eine deutliche zentrale Zeichnung von zwei oder mehr Tupfen in den Schilden des Rückenpanzers. Männchen haben eine Panzerlänge von bis zu 38 cm, Weibchen bis zu 50 cm.
- Verbreitung: Westliches Südafrika, südliches Namibia
- Herkunft des Namens: pardalis, (gr., „gefleckt“)
- Originalbeschreibung: T. Bell: Descriptions of three new species of land tortoises. In: Zoological Journal. 3, London 1828, S. 419–442.

Die Ostafrikanische Pantherschildkröte,  Stigmochelys pardalis babcocki Loveridge 1935, ist hochrückiger und in der Grundfarbe des Panzers etwas dunkler. Die Schilde der Jungtiere weisen keine oder höchstens einen, meist mit dem Rand verbundenen Tupfen auf, und auch der Bauchpanzer ist schwächer oder gar nicht gezeichnet.
- Verbreitung: Die östliche Unterart besiedelt ein wesentlich größeres Gebiet als die Nominatform, die restlichen Teile des südlichen Afrika und den Osten bis hinauf ans Horn von Afrika.
- Herkunft des Namens: babcocki entstand zu Ehren des US-Amerikaners H. L. Babcock (1886–1953)
- Originalbeschreibung: A. Loveridge: Scientific results of an expedition to rain forest regions in eastern Africa. I. New reptiles and amphibians from East Africa. In: Bulletin of the Museum Comparative Zoology. 79, Harvard 1935, S. 1–19.

## Lebensweise
Pantherschildkröten sind wechselwarme Reptilien, die extreme saisonale und Tagestemperaturschwankungen durch angemessene Verhaltensweisen minimieren müssen, um so eine geeignete Körpertemperatur aufrechterhalten zu können. Eine wichtige Rolle spielt bei dieser Art der Thermoregulation das Aufsuchen von der Jahres- und Tageszeit angemessen Unterschlupfmöglichkeiten. Häufig sind das Bocksdornbüsche, Feigenkakteen oder auch größere Grasbüsche. Während der heißen Jahres- beziehungsweise Tageszeit wird dichtere Vegetation bevorzugt, ansonsten lichtere. Darüber hinaus gewähren Baumstämme, Felsen, Termitenhügel und verlassene Tierbaue Schutz und Deckung.

### Lebensraum
Pantherschildkröten sind in Bezug auf ihren Lebensraum mit Ausnahme von dichten Waldgebieten nicht wählerisch. Sie bewohnen trockene Halbwüsten (z. B. die Kalahari) mit nur 100 mm Jahresniederschlag, dorniges Buschland bis hin zu regenreichen Gebieten mit 1400 mm, von ebenen Savannen auf Meereshöhe bis in Höhenlagen von fast 3000 Metern. Pantherschildkröten sind verhältnismäßig ortstreu, bilden keine festen Reviere und nutzen sich überlappende „home ranges“ (Wohngebiete) von bis zu 480 Hektar. Die Hauptaktivität findet aber auf einem Bruchteil dieser Fläche statt. Von Männchen genutzte Gebiete sind zumeist kleiner als die der Weibchen. Die geschätzte Populationsdichte in besiedelten Gebieten liegt bei etwas weniger als einem Tier pro Hektar. Das Geschlechtsverhältnis zwischen Männchen und Weibchen ist nahezu ausgewogen.

### Nahrung
Pantherschildkröten ernähren sich fast ausschließlich von Pflanzen, überwiegend Gräsern, Disteln, Seggen, Liliengewächsen, Früchten von Bäumen und verschiedenen Sukkulenten beziehungsweise Kakteen. Bei reichhaltigem Nahrungsangebot zeigen sich Nahrungsvorlieben für bestimmte Pflanzen, nur sechs Pflanzenarten stellten in einer Untersuchung 75 Prozent der aufgenommenen Nahrung, die fleischigen Blätter von Hyazinthengewächsen (Albuca sp., 40 %), Hundszahngras (Cynodon dactylon, 11 %), Wilde Schönmalve (Abutilon sonneratianum) und der eingeführte Feigenkaktus Opuntia ficus indica. Erhöhter Kalziumbedarf wird an verwitterten Knochen und mineralhaltigem Säugetierkot gedeckt. In Anpassung an ihre trockenen Lebensräume haben Pantherschildkröten einen sparsamen Wasserhaushalt und können außerdem größere Mengen Wasser im Körper speichern.

### Fortpflanzung und Wachstum

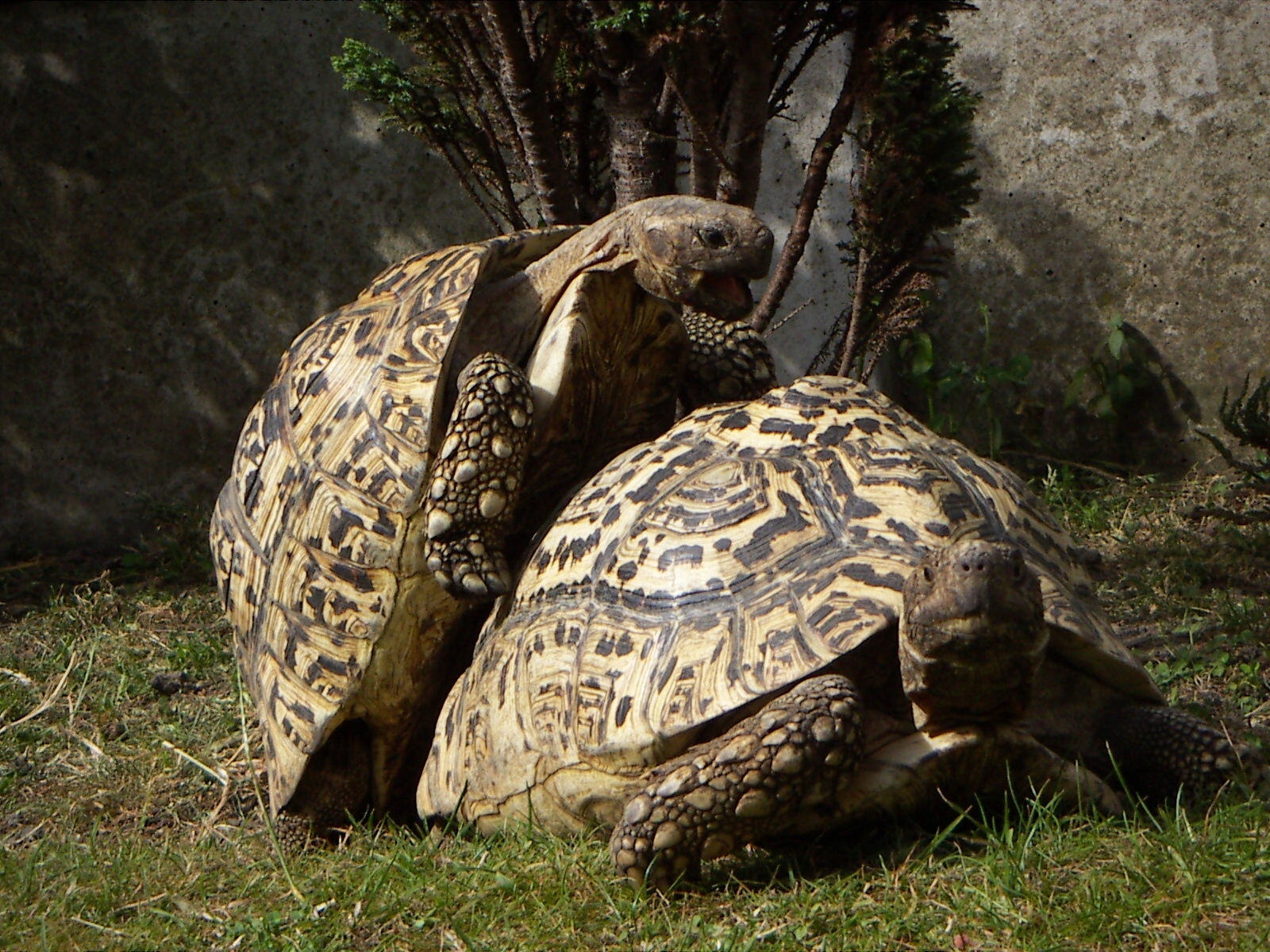
Stigmochelys pardalis bei der Paarung
(Foto M.Proot)

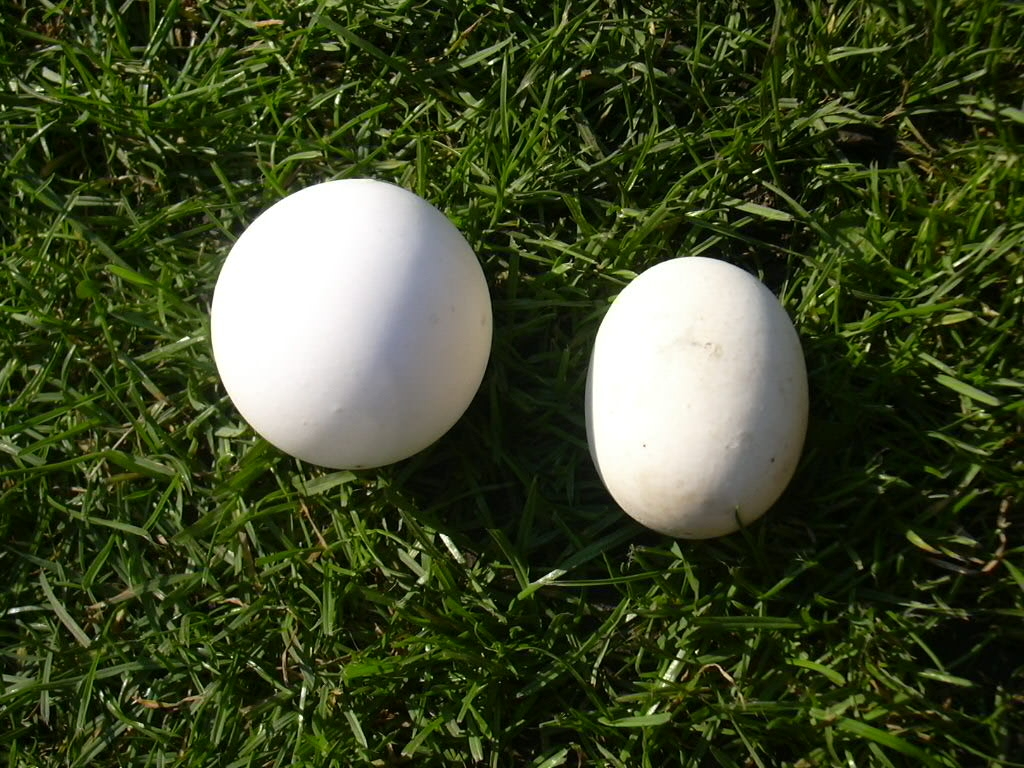
Eier der Pantherschildkröte
(Foto M. Proot)

Pantherschildkröten sind Eier legende, nicht Brut pflegende Reptilien, die die Bebrütung ihrer Gelege der Sonne überlassen. Aufgrund der unterschiedlichen Klimabedingungen im Verbreitungsgebiet variieren die Paarungszeiten etwas, finden aber überwiegend im Sommer statt.
Die Männchen werden dann aggressiver gegenüber Geschlechtsgenossen und versuchen sie durch Rammen gegen den Panzer zu vertreiben. Weibchen werden ebenfalls gerammt und gebissen, bis sie Kopf und Beine einziehen und stehen bleiben. Jetzt kann das Männchen aufreiten und die Paarung vollziehen. Dabei werden rhythmisch hustenartige Keuchlaute ausgestoßen, die die einzigen Lautäußerungen dieser Tiere sind.
Zur Eiablage, meist in der zweiten Hälfte des Sommers, hebt das Weibchen eine flaschenförmige Grube mit den Hinterbeinen aus und legt 5–18 hartschalige, runde bis leicht ellipsoide Eier. Gelegentlich sind es sogar bis zu 30 pro Gelege (Ernst, 2006). Insgesamt werden so in der Natur drei bis sechs Gelege pro Jahr gelegt, mit einem Abstand von etwa 22–31 Tagen. Die anschließende Inkubationszeit schwankt sehr stark, es wurden Brutzeiten in der Natur von 178–458 Tagen beobachtet. Meist erscheinen die Schlüpflinge von März bis April an der Erdoberfläche. Sie haben eine Größe von etwa fünf Zentimeter.

## Gefährdung
Die Bestandssituation der Pantherschildkröte wurde 2016 in der Roten Liste gefährdeter Arten der IUCN als „Least Concern (LC)“ = „nicht gefährdet“ eingestuft.
- CITES: Anhang II.

Während erwachsene Pantherschildkröten neben dem Menschen und seinem Einfluss auf ihren Lebensraum nur noch wenige Feinde zu befürchten haben, zum Beispiel Löwen und Hyänen, sind Gelege, Schlüpflinge und Jungtiere einem großen Prädationsdruck ausgesetzt. Als Nesträuber betätigen sich wiederum der Mensch, aber auch Warane, Wild- und streunende Haushunde, verschiedene Katzenarten und andere Eier fressende Kleinsäuger. Schlüpflinge und Jungtiere fallen darüber hinaus noch Raub- und Rabenvögeln, Störchen, Straußen, Schlangen, Raubsäugern, Ratten und sogar Ameisen und Termiten zum Opfer.
Die größte Bedrohung rezenter Landschildkröten geht aber in fast allen Habitaten vom Menschen aus. In erster Linie stehen hier Zersiedelung, Brandrodung/-stiftung, Zerstörung und Überweidung der Lebensräume, gelegentlich werden Schildkröten aber auch als Nutzpflanzenschädlinge oder als Nahrungskonkurrenz des örtlichen Nutzviehs getötet, ihre Eier und Fleisch zum Verzehr gesammelt bzw. alle Körperteile zur Herstellung verschiedener Naturheilmittel eingesetzt. Auch elektrische Zäune zur Eingrenzung der Weidetiere werden zur Gefahr. Darüber hinaus spielt das Absammeln für den internationalen Heimtiermarkt nach wie vor eine Rolle. Die offiziellen Exportquoten sind zwar relativ gering (für 2006 knapp 4000 Tiere, davon bis zu 500 Wildfänge aus Äthiopien), aber Zolldienststellen in aller Welt beschlagnahmen teilweise beträchtliche Mengen an geschmuggelten Pantherschildkröten, häufig tot oder in erbärmlichem Zustand.

### Schutzmaßnahmen
Neben Einfuhrbeschränkungen durch das internationale Artenschutz-Übereinkommen CITES und zusätzlichen Importbeschränkungen in der Europäischen Union und den Vereinigten Staaten wird die Pantherschildkröte zum Teil auch durch Gesetzgebung und Aufklärungsmaßnahmen der Bevölkerung in ihren Heimatländern geschützt. In Deutschland unterliegt sie dem Anhang B der EU-Artenschutzverordnung, das heißt, sie darf ohne vorherige Genehmigung erworben und gehalten werden, aber der legale Erwerb ist den zuständigen Behörden mit Nachweis zu melden, desgleichen Nachzucht, Abgabe, Ortswechsel und Tod der Tiere.

## Die Pantherschildkröte und der Mensch
Traditionell wurden und werden Pantherschildkröten hauptsächlich als Fleisch- und Eierlieferanten genutzt und ihre Panzer als vielfältige Schmuck- und Haushaltsgegenstände verwendet
Darüber hinaus sind sie auch in vielen Ländern beliebte Heimtiere. In manchen Heimatländern existieren für diesen Markt legale Zuchtfarmen, die aber nach einer Studie sehr schlecht betrieben werden und auch in erheblichem Maße ungenehmigte Wildfänge einsammeln.

### Haltung
Schlüpflinge der Pantherschildkröte gehören zu den hübschesten Schildkröten, die in Deutschland angeboten werden und stechen daher in den Schauanlagen der Zoogeschäfte jede kleinere und damit besser für den durchschnittlichen Schildkrötenhalter geeignete Landschildkröte aus. Es handelt sich bei diesen Tieren um sehr groß werdende, tropische Landschildkröten, die in Bezug auf Raumangebot, Heizkosten und Futter anspruchsvolle und teure Pfleglinge darstellen. Sie benötigen einen eigenen, im deutschen Winter auf tropische Lufttemperaturen von über 30 °C geheizten und aufwändig beleuchteten Terrarienraum mit einer Mindestgröße von etwa 20 m²; außerdem eine sonnige ausbruchsichere Freilandanlage von mindestens 100 m², mit freiem Zugang zu einem stabilen, beheizbaren Gewächshaus (beide Mindestgrößenangaben für Geochelone sulcata: Kundert, 2004). Die Art hält keinen Winterschlaf.
Während ihrer "Regenzeit" (dem deutschen Sommer) kann man die Tiere sich selbstständig Futter in der Freilandanlage suchen lassen, rohfaserreiche Gräser (z. B. wilde Hirsesorten), Wildkräuter aller Art (Löwenzahn, Wegericharten, Lattich, Disteln etc.) sowie Blätter verschiedener Büsche und Bäume wie Roseneibisch (Hibiscus syriacus), Maulbeerbäume und junge Birken. Während der Trockenzeit im Winter werden ihnen hauptsächlich Heu und Heupellets angeboten, gelegentlich Gazanien, Tradeskantien und sukkulente Pflanzen wie Feigenkaktus, Fette Henne, Sanseverien, Kalanchoe- und Crassulaarten. Nur in Notfällen sollte auf Kulturpflanzen wie Salate und Gemüseblätter beziehungsweise Früchte zurückgegriffen werden. Obst, tierische Produkte oder gar unnatürliche Futtersorten wie Quark, Nudeln und eingeweichte Backwaren dürfen unter keinen Umständen angeboten werden. Als Ergänzung werden Kalk in Form von Eierschalen, Muschelgrit, Sepia, und täglich frisches Trinkwasser gereicht. Darüber hinaus müssen die Tiere während der Innenhaltung mit UV-Strahlen (Wellenlängenbereich um 300 nm) versorgt werden, damit sie das für den Kalkstoffwechsel notwendige Vitamin D synthetisieren können.

### Krankheiten
Insbesondere Wildfänge und Importnachzuchten sind aufgrund mitgebrachter Parasitenlast und Stresses während der Eingewöhnungsphase anfällig für innere Erkrankungen, Infektionen von Atemwegen beziehungsweise Haut und Panzer. Bei europäischen Nachzuchten kann es durch falsche Haltungs- und Fütterungsbedingungen während der Aufzucht zu Panzerdeformierungen und Organschäden kommen. Darüber hinaus kommt es trotz ausreichender Gaben von Kalk und UV-Bestrahlung bei Jungtieren gelegentlich zu plötzlicher, meist letaler Panzererweichung, insbesondere des Bauchpanzers. Die Ursachen hierfür sind noch unbekannt.

### Sonstiges
Ein Kauf von Wildfängen der Pantherschildkröte beziehungsweise von Nachzucht aus afrikanischen Farmen, wie sie im Zoohandel angeboten werden, sollte aus Artenschutz- und Tierschutzgründen unterlassen werden. Entscheidet man sich zur Haltung dieser Art, bezieht man am besten gut eingewöhnte und gesunde Jungtiere aus Nachzucht.

## Nachweise